# Ряд Меркатора
Ряд Мерка́тора (иногда называемый ряд Ньютона — Меркатора) в математическом анализе  — ряд Тейлора для функции натурального логарифма, впервые опубликованный немецким математиком Николасом Меркатором (Кауфманом) в трактате «Logarithmotechnia» (1668):
{\displaystyle \ln(1+x)=x-{\frac {x^{2}}{2}}+{\frac {x^{3}}{3}}-{\frac {x^{4}}{4}}+\cdots =\sum _{n=1}^{\infty }{\frac {(-1)^{n+1}}{n}}x^{n}}
Лейбниц за это открытие назвал Меркатора «первым изобретателем бесконечных рядов»; до Меркатора европейские математики рассматривали почти исключительно числовые ряды, не содержащие переменных. Независимо от Меркатора этот ряд открыл Исаак Ньютон. В работе «Метод флюксий и бесконечных рядов с приложением его к геометрии кривых» (1671, опубликован посмертно в 1736 году) Ньютон выразил удивление, что до Меркатора никто «не направил своего внимания на приложение к буквам [переменным] принципов недавно открытого учения о десятичных дробях, особенно потому, что при этом открывается путь к более трудным и более важным открытиям».
Ряд Меркатора способствовал подъёму массового интереса к использованию бесконечных рядов и формированию общей теории рядов и функций. К концу XVII века эта тема существенно расширилась и превратилась в математический анализ.
Ряд Меркатора сходится при {\displaystyle -1<x\leqslant 1,} хотя сходимость довольно медленная. При {\displaystyle |x|<1} ряд сходится абсолютно.

## История
В 1647 году Грегуар де Сен-Венсан обнаружил связь логарифма и площади под гиперболой (см. рисунок). В 1650 году, исходя из геометрических соображений, итальянский математик Пьетро Менголи опубликовал в трактате «Новые арифметические квадратуры» разложение {\displaystyle \ln 2} в бесконечный ряд:
{\displaystyle \ln 2={\frac {1}{1\cdot 2}}+{\frac {1}{3\cdot 4}}+{\frac {1}{5\cdot 6}}\dots }
В 1657 году эту формулу независимо опубликовал английский математик Уильям Браункер в своей статье «Квадратура гиперболы с помощью бесконечного ряда рациональных чисел».
В 1668 году немецкий математик Николас Меркатор (Кауфман), проживавший тогда в Лондоне, в трактате «Logarithmotechnia» впервые рассмотрел разложение в ряд не числа, а функции:
{\displaystyle {\frac {1}{1+x}}=1-x+x^{2}-x^{3}+\dots }
Далее он нашёл площади под левой и правой частями этого разложения (в современных терминах, проинтегрировал их) и получил «ряд Меркатора», который выписал для значений {\displaystyle x=0{,}1} и {\displaystyle x=0{,}21}. Сходимость ряда Меркатор не исследовал, но сразу после выхода в свет труда Меркатора Джон Валлис указал, что ряд пригоден при {\displaystyle 0\leqslant x<1} (отрицательными числами тогда пренебрегали).
Как обнаружили историки науки, Ньютон вывел такой же ряд в 1665 году, но, по своему обыкновению, не позаботился о публикации. Глубокие исследования Ньютона в области бесконечных рядов были опубликованы только в 1711 году, в трактате «Анализ с помощью уравнений с бесконечным числом членов».

## Вариации и обобщения
Ряд Меркатора непригоден для реальных расчётов, так как сходится очень медленно, причём в ограниченном интервале. Но уже в год публикации Меркатора (1668) Джеймс Грегори предложил модифицированный его вариант:
{\displaystyle \ln \left({\frac {1+x}{1-x}}\right)=2\left(x+{\frac {x^{3}}{3}}+{\frac {x^{5}}{5}}+{\frac {x^{7}}{7}}+\dots \right)}
Этот ряд сходится гораздо быстрее, а логарифмируемое выражение уже может представить любое положительное число {\displaystyle z={\frac {1+x}{1-x}}}, ибо тогда {\displaystyle x={\frac {z-1}{z+1}}} по абсолютной величине меньше единицы. Например, сумма первых 10 членов ряда Меркатора для {\displaystyle \ln 2} равна {\displaystyle 0{,}646,} здесь только первый десятичный знак верен, в то время как ряд Грегори даёт значение {\displaystyle 0{,}6931471805498,} в котором верны 10 знаков из 13.
На комплексной плоскости ряд Меркатора приобретает обобщённый вид:
{\displaystyle \sum _{n=1}^{\infty }{\frac {z^{n}}{n}}=z+{\frac {z^{2}}{2}}+{\frac {z^{3}}{3}}+{\frac {z^{4}}{4}}+\cdots }
Это ряд Тейлора для комплексной функции {\displaystyle f(z)=-\ln(1-z),} где символ ln обозначает главную ветвь (главное значение) комплексного натурального логарифма. Данный ряд сходится в круге {\displaystyle |z|\leqslant 1,z\neq 1}.